# Puya hamata
Puya hamata é uma espécie de planta da família Bromeliaceae, que é encontrada na Colômbia, no Equador e no Peru.